# Laguna Yaxjá
Laguna Yaxjá är en sjö i Guatemala.   Den ligger i departementet Petén, i den nordöstra delen av landet, 290 km norr om huvudstaden Guatemala City. Laguna Yaxjá ligger 188 meter över havet. Arean är 15,0 kvadratkilometer. I omgivningarna runt Laguna Yaxjá växer i huvudsak städsegrön lövskog.